# Autoroute A500
L'autoroute A500 è un'autostrada francese. Essa collega la A8 al Principato di Monaco attraverso il Tunnel de Monaco.

## Il tragitto
Sul percorso della bretella vige il limite fisso di 90 km/h. Vi sono 2 carreggiate aventi 1 corsia ciascuna nel tratto A8/Laghet, nel tunnel vi sono 2 corsie in direzione nord e 1 corsia in direzione sud.

## Percorso
| Autoroute A 500 Bretelle de Monaco |                                                |      |                                     |
| Tipo                               | Indicazione                                    | km   | Area                                |
|                                    | Autoroute A8 - La Provençale                   | 0    | Francia Provenza-Alpi-Costa Azzurra |
|                                    | Gare de Péage de Monaco                        | 0,47 | Francia Provenza-Alpi-Costa Azzurra |
| 57                                 | La Turbie Uscita solo in direzione A8          | 0,96 | Francia Provenza-Alpi-Costa Azzurra |
|                                    | Tunnel de Monaco (1.620 m)                     | 1,13 | Francia Provenza-Alpi-Costa Azzurra |
|                                    | Nice - Èze Village Uscita solo in direzione A8 | 2,89 | Francia Provenza-Alpi-Costa Azzurra |
|                                    | Cap-d'Ail dir. Monaco                          | 2,89 | Francia Provenza-Alpi-Costa Azzurra |